# PSR J0337+1715
PSR J0337+1715 est un pulsar d'un système triple situé à environ 4 200 années-lumière de la Terre dans la direction de la constellation zodiacale du Taureau.
Détecté en 2013 avec le radiotélescope de l'observatoire de Green Bank, sa découverte est annoncée en janvier 2014.
Le système stellaire est composé de ce pulsar, qui est un pulsar milliseconde, et deux naines blanches. Ce système est hiérarchisé : le pulsar et la plus proche des deux naines blanches composent un pulsar binaire, dont l'autre naine blanche accélère la rotation.
Ce pulsar milliseconde est le troisième à avoir été découvert au sein d'un système multiple, après PSR B1257+12 et PSR B1620-26.

## Possible découverte de plus petite planète extrasolaire
Une équipe internationale de chercheurs utilisant les observations du radiotélescope décimétrique de l'Observatoire de Nançay a découvert la possible plus petite planète extrasolaire dans le système de pulsars PSR J0337+1715. Cette découverte est à confirmer dans le temps, le pulsar pouvant imiter temporairement le signal d’une planète.